# Óriás kaméleon
Az óriás-kaméleon (Furcifer oustaleti) a hüllők (Reptilia) osztályának a pikkelyes hüllők (Squamata) rendjébe, ezen belül a kaméleonfélék (Chamaeleonidae) családjába tartozó faj.

## Előfordulása
Madagaszkár, változatos élőhelyeken fordul elő, azon kevés faj egyike, amely a száraz, lomb nélküli erdőkben is megél a sziget délnyugati részén.

## Megjelenése
A legnagyobb madagaszkári kaméleon. A fiatalok karcsúak, szinte pálcikaszerűek, színük vörösbarna. A hímek szürkésbarnák; a nőstényeknek vörös lehet a fejük és mellső lábaik. Mindkét ivar fején sisak van, álluk alatt és hátukon alacsony taraj vonul végig.

## Szaporodás
Fészekalja 50-60 tojásból áll.

## Külső hivatkozás
- Képek az interneten a fajról